# حديبة العضلة المقربة الفخذية
حديبة العضلة المقربة الفخذية (بالإنجليزية: Adductor tubercle of femur)‏ هي حديبة تقع على النهاية السفلية لعظم الفخذ.
ينتهي الجزء السفلى للشفة الإنسية للخط الخشن لعظم الفخذ (بالإنجليزية: Linea aspera)‏ في قمة لقمة الفخذ الإنسية (بالإنجليزية:  medial condyle)‏ عند حديبة صغيرة هي حديبة العضلة المقربة الفخذية.
يرتكز في حديبة العضلة المقربة الفخذية وتر الألياف الرأسية للعضلة المقربة الكبيرة (بالإنجليزية: Adductor magnus muscle)‏.

## وصلات خارجية
- صور تشريحية:12:os-0206 في مركز داونستيت الطبي التابع لجامعة نيويورك
- Diagram at gla.ac.uk

## صور اضافية

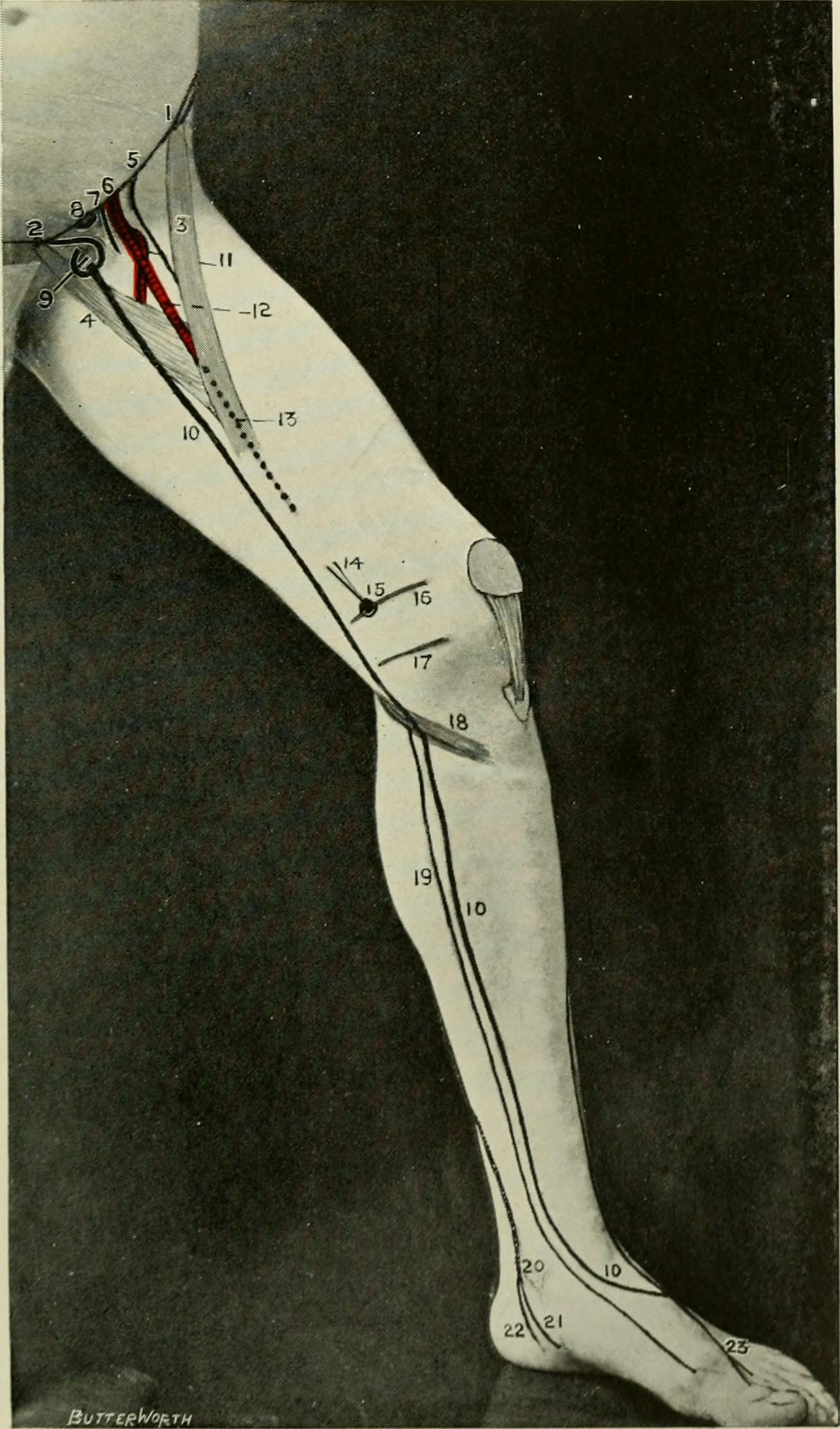
رقم 15 يشير إلى موقع حديبة العضلة المقربة الفخذية.